# Porto de Leixões

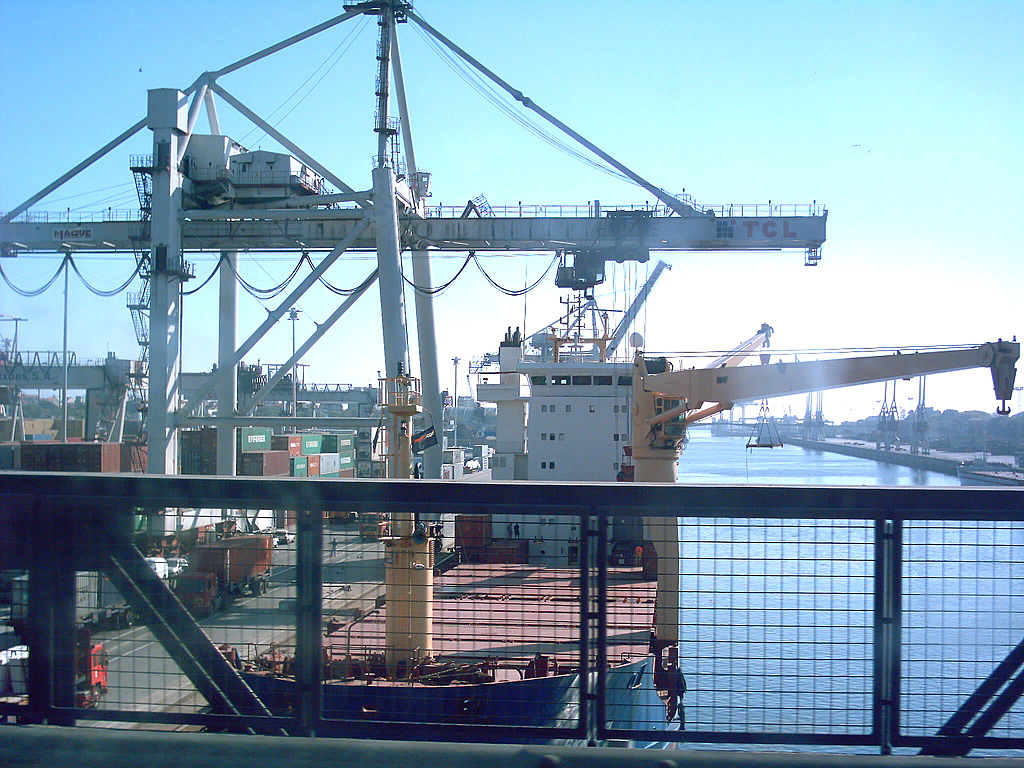
Porto de Leixões visto do viaduto de Leça, da A28.

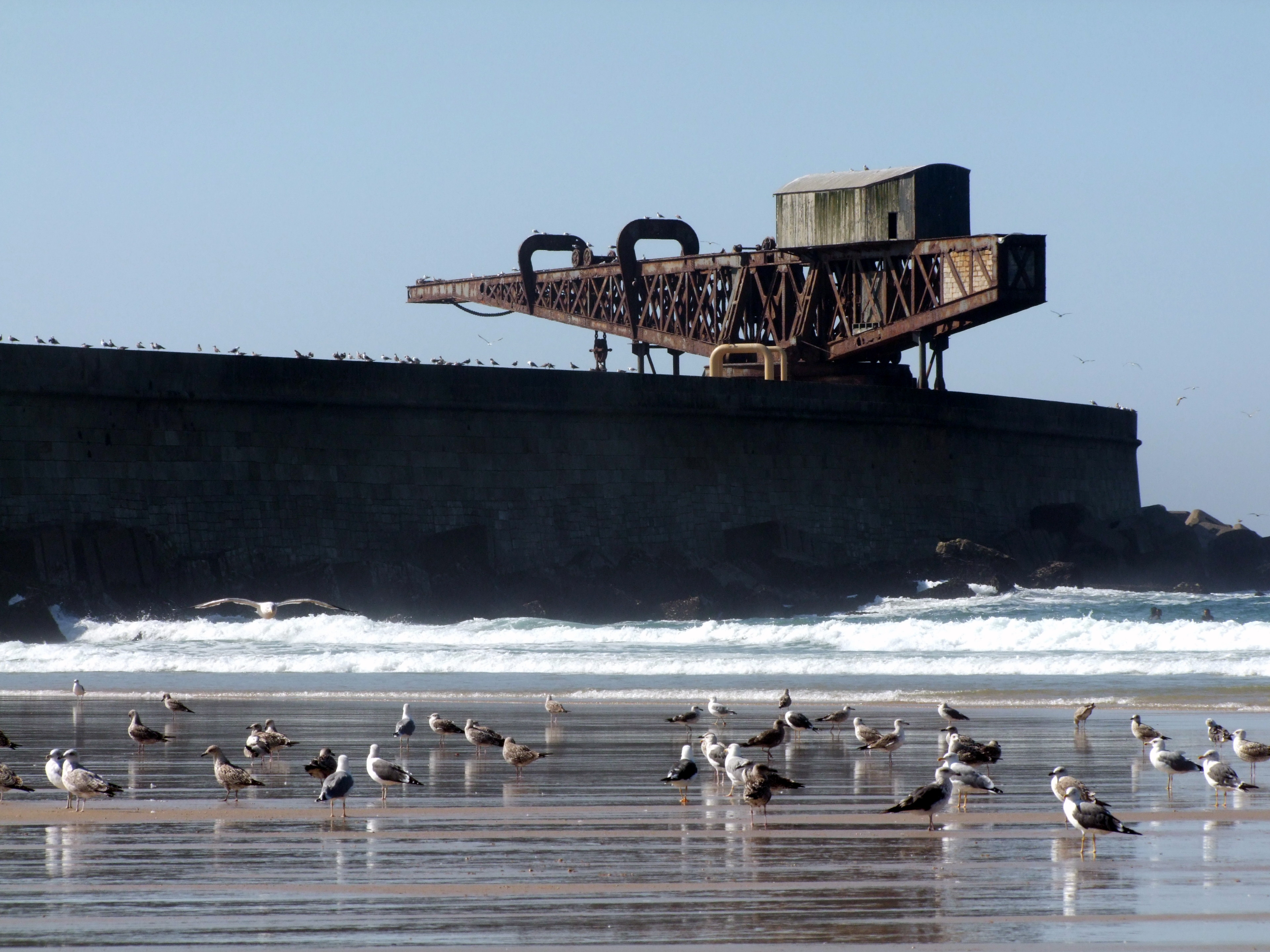
Titã do molhe norte do Porto de Leixões (1886)

O Porto de Leixões é segundo maior porto artificial de Portugal, depois do Porto de Sines. Foi construído nos finais do século XIX e sucessivamente alargado e melhorado até aos nossos dias. Situa-se na foz do Rio Leça, no Município de Matosinhos.
O Porto de Leixões é a maior infraestrutura portuária da Região Norte de Portugal e uma das mais importantes do País. Situada no Molhe Norte do Porto de Leixões situa-se a Marina de Leixões, também denominada Marina Porto Atlântico.
Com 5 quilómetros de cais, 55 hectares de área terrestre e 120 hectares cobertos por água, Leixões dispõe de boas acessibilidades marítimas, rodoviárias e ferroviárias, bem como de modernos equipamentos e avançados sistemas informáticos de gestão de navios.
Representando 25% do comércio internacional português e movimentando cerca de 14 milhões de toneladas de mercadorias por ano, Leixões é um dos portos mais competitivos e polivalentes do país, já que passam por Leixões cerca de três mil navios por ano e todo o tipo de cargas, das quais se destacam: têxteis, granitos, vinhos, madeira, automóveis, cereais, contentores, sucata, ferro e aço, álcool, aguardente, açúcares, óleos, melaços, produtos petrolíferos e ainda passageiros de navios de cruzeiro.
A movimentação de mercadorias em Leixões é efetuada, quase na íntegra, por empresas concessionárias que possuem os mais modernos equipamentos. A autoridade portuária assegura os serviços de pilotagem, reboque e amarração.
Beneficiando de uma localização estratégica, de um hinterland rico em indústria e comércio, o Porto de Leixões tem uma posição privilegiada no contexto do sistema portuário europeu. Opera 365 dias por ano, com altos níveis de produtividade e com reduzido tempo de permanência dos navios no cais, tendo o principal canal de acesso ao porto uma profundidade de 14 m abaixo do zero hidrográfico (ZH), usufruindo de uma barra permanentemente aberta ao tráfego portuário, sem restrições de acesso por efeito das marés.

## Estatística portuária
| Ano  | Navios | Mercadorias em Tons | Contentores em Unidades TEU |
| ---- | ------ | ------------------- | --------------------------- |
| 2012 | 2591   | 16 614 561          | 470.620                     |
| 2011 | 2638   | 16 363 347          | 468.684                     |
| 2010 | 2589   | 14 570 082          | 398.783                     |
| 2009 | 2610   | 14 138 533          | 384.200                     |
| 2008 | 2695   | 15 635 100          | 450.026                     |
| 2007 | 2778   | 14 947 984          | 433.486                     |
| 2006 | 2766   | 14 016 182          | 378.387                     |
| 2003 | 2902   | 13 450 382          | 320.433                     |
| 2002 | 3086   | 12 647 541          | 304.355                     |
| 2001 | 3128   | 13 264 965          | 296.616                     |
| 2000 | 3007   | 13 575 030          | 281.258                     |
| 1999 | 3037   | 13 739 597          | 251.401                     |
| 1998 | 2876   | 13 878 344          | 243.158                     |
| 1997 | 2742   | 12 117 593          | 216.406                     |
| 1996 | 2646   | 12 631 665          | 202.182                     |
| 1995 | 2590   | 12 777 866          | 195.486                     |
| 1994 | 2580   | 12 841 532          | 176.753                     |

## Terminal de cruzeiros de Leixões

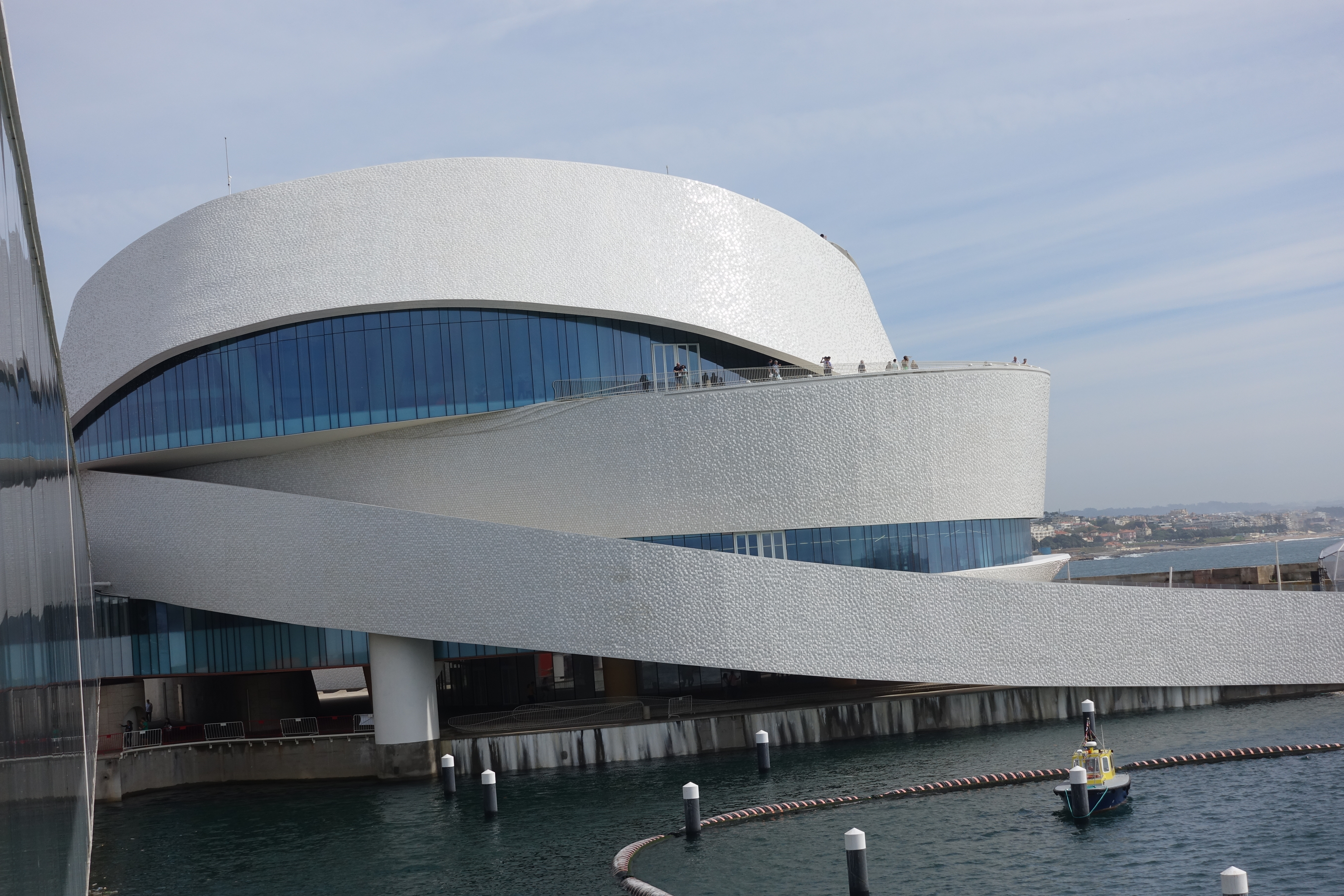
Terminal de cruzeiros de Leixões

Em 24 de julho de 2015, foi inaugurado o novo terminal de cruzeiros de Leixões, uma estrutura de 40 metros de altura e com 18.500 metros cúbicos de betão. O novo terminal poderá chegar aos quase 130 mil passageiros por ano, em 2018. A primeira pedra da estrutura foi lançada durante o executivo do primeiro-ministro José Sócrates, em março de 2010.